# Евлоги Йорданов
Евлоги Йорданов е бивш български футболист, нападател.
Играл е за Ботев (Враца) от 1959 до 1975 г. Има 305 мача и 66 гола в А група. Бронзов медалист през 1971, полуфиналист за Купата на Съветската армия през 1961 и 1975 г. Има 2 мача за А националния отбор и 7 мача с 2 гола за Б националния отбор. Отбелязва най-бързия гол в А група срещу Спартак (Варна) в шестата секунда. „Майстор на спорта“ от 1969 г. В турнира за купата на УЕФА е изиграл 2 мача. Бивш треньор на Локомотив (Мездра) (1977/ес.).